# حسین دانشور
حسین دانشور (زادهٔ ۱۳۰۸، تهران) بازیگر و کارگردان فیلم اهل ایران بود.

## زندگی‌نامه
حسین دانشور متولد ۱۳۰۸ در تهران، پس از پایان دورهٔ دبیرستان البرز وارد دانشسرای تربیت بدنی شد و در سال ۱۳۲۵ در بین ۱۵۰۰ نفر داوطلبان کنکور استودیو احیا هنرهای زیبا، موفق به تحصیل در رشتهٔ سینما شد. فعالیت در سینمای حرفه‌ای  را از ۱۳۲۹ به عنوان بازیگر و با فیلم شرمسار به کارگردانی اسماعیل کوشان آغاز کرد. به دلیل علاقه به فعالیت‌های سیاسی و سیر و سفر، به مدت سه سال به هند، عراق، ترکیه و لبنان رفت. در سال ۱۳۳۳ به ایران بازگشت. پس از چند سال ۱۳۳۷ فعالیت سینمایی را کنار گذاشت و مدیر چند پروژهٔ آپارتمان سازی، از جمله شهرک اکباتان بود. وی در سال ۱۳۶۶ درگذشت.

## فیلمشناسی

### بازیگر
- طوفان در شهر ما (۱۳۳۷)
- آخرین شب (۱۳۳۴ بعلاوه کارگردانی)
- شاهین طوس (۱۳۳۳)
- مستی عشق (۱۳۳۰)
- شرمسار (۱۳۲۹)